# Molino Nuovo
Molino Nuovo è un quartiere di 9 630 abitanti del comune svizzero di Lugano, nel Canton Ticino (distretto di Lugano).

## Monumenti e luoghi d'interesse

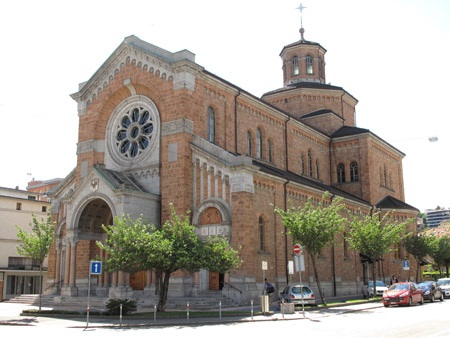
La chiesa parrocchiale del Sacro Cuore

- Chiesa parrocchiale del Sacro Cuore, eretta nel 1922[1];
- Chiesa di Santa Maria dello Stradone detta chiesa della Madonnetta, eretta nel 1726[1];
- Chiesa parrocchiale del Cristo Risorto;
- Campus dell'Università della Svizzera italiana[2].
- Fontana di piazza Molino nuovo

## Società
Il quartiere è abitato da persone di varia estrazione sociale e frequentato quotidianamente da molti giovani. Infatti, a due passi da Piazza Molino Nuovo troviamo anche la sede principale dell'Università della Svizzera italiana (USI) e la sua biblioteca. Centro di vita vero e proprio della Città di Lugano e cuore pulsante dei movimenti "antagonisti" urbani, complici gli eventi culturali liberi che saltuariamente vi trovano spazio, si rende volentieri protagonista delle vicende di cronaca. Seppur sia presente qualche piccolo problema di microcriminalità, Molino Nuovo è un quartiere tranquillo in cui non è raro trovare persone che ancora socializzano nelle sue vie. La storica fontana presente in Piazza Molino Nuovo e progettata dall'architetto e politico Tita Carloni è sempre un ottimo punto di ritrovo per chi vaga senza meta precisa nel deserto cittadino Luganese.

## Geografia antroopica
Il quartiere comprende i nuclei abitati di Beltramina, Cornaredo e Gerra.

## Amministrazione
Ogni famiglia originaria del luogo fa parte del cosiddetto comune patriziale e ha la responsabilità della manutenzione di ogni bene ricadente all'interno dei confini del quartiere.